# Casa Las Hormigas
La Casa Las Hormigas, és un edifici residencial, construït l'any 2010, i situat dins del Parc Regional de la Conca Alta del Manzanares, a Collado Villalba; sent obra de les arquitectes Carmen Espegel Alonso i Concha Fisac de Ron. L'edifici va ser distingit l'any 2011, amb la Distinció Obra nova, del Concurs OCAM.
En estar situada dins d'un Parc protegit mediambientalment, va haver de ser dissenyat i construït seguint totes les normatives mediambientals per a aquest tipus de edificacions.
La casa se situa en un terreny amb una lleugera inclinació cap al sud que s'inicia en finalitzar una plataforma gairebé plana, que és la part que s'utilitza per accedir-hi. La construcció presenta dues plantes unides mitjançant una escala central, en la construcció de la qual es va triar com a material el formigó. La planta baixa, és la que realitza l'adaptació al terreny emprant una àmplia rampa, i està dissenyada per ser un gran saló amb usos múltiples (per exemple, presenta un racó de lectura amb xemeneia, una sala d'estar, un mirador al pati), abastant tota la superfície plana i estenent-se sobre la terrassa sud que voreja la piscina, i dona lloc a un espai concebut com a menjador, espai que compta amb una terrassa pròpia, coberta per un voladís, espai que serveix al temps d'accés al jardí. A més en aquesta planta baixa és on es troba l'àrea de cuina, el safareig, el magatzem, així com les instal·lacions situades cap al costat est de la parcel·la.
Per la seva banda, la planta primera, que està construïda sobre part de la baixa, distribueix l'espai entre: un dormitori de convidats en volada sobre el menjador a l'aire lliure, els dormitoris dels nens amb una espaiosa galeria de jocs, i el dormitori principal. Aquesta última peça destaca per presentar entresòl de baixa altura, i unes vistes que permeten veure, des del lloc destinat per al llit, pel nord la serra i per l'oest la terrassa enjardinada que se situa en plànol inclinat.
La climatització de la casa està basada en la seva orientació i en els materials emprats per a la seva construcció. Així, a l'hivern l'aportació de calor a la casa la realitza la llum solar que entra per la part sud de l'edifici, que s'afegeix a l'aportació calòrica que els col·lectors solars en coberta i sòl radiant, a les zones més internes. Les grans vidrieres són protegides durant la nit, per evitar la pèrdua de calor, amb pesades cortines de vellut. A més, per reforçar aquesta ambientació s'ha previst la possibilitat de fer ús de caldera de gas i de la xemeneia de llenya que se situa a l'espai de la planta baixa destinat a punt de lectura, com a mecanismes de recollida de radiació.
En canvi, durant els calorosos estius, el sol de la zona sud s'esquiva gràcies els voladissos existents en la façana de la planta superior. Per la seva banda, en l'oest es fa ús de làmines horitzontals orientables d'alumini sobre bastidor batent i es redueix la temperatura interior de l'habitatge mitjançant l'ús de finestres tipus gravent (finestra de mòduls basculants amb tancament hermètic, dissenyada per aconseguir una ràpida ventilació gràcies a que permet una obertura gairebé total de la seva superfície sense envair l'interior de l'habitacle.) per a ventilació creuada permanent, les quals se situen en les parts altes dels grans vidres tant al saló, com al dormitori principal.
Es crea d'aquesta forma un corrent natural d'aire calent que surt de la casa. Aquest corrent es potencia amb l'ús de ventiladors de grans pales a baixa velocitat (que en alguns punts s'usen també com a decoració ambiental en dotar-los de cristalls acolorits), que es troben penjats de la llosa de formigó, els quals ajuden a desestratificar l'aire calent a l'hivern i aportar frescor subjectiva a l'estiu. A més, es reforça aquesta bioclimatización amb un aïllament amb coberta vegetal de la superfície de les terrasses, amb el que s'impedeix el pas de calor solar en produir-se evapotranspiración.
A més, tant la fusteria com el acristalamiento compleixen les especificacions de màxim aïllament i baixa emisividad.
Els materials empleats en la construcció, com els murs i lloses de formigó armat, donen una gran inèrcia tèrmica al conjunt, la qual cosa es reforça amb el paviment de formigó polit, tot la qual cosa augmenta l'eficàcia del sòl radiant.